# Gian Franco Saba

Wappen von Gian Franco Saba als Erzbischof von Sassari

Gian Franco Saba (* 20. September 1968 in Olbia, Provinz Sassari, Italien) ist ein italienischer römisch-katholischer Geistlicher und ernannter Militärerzbischof von Italien.

## Leben
Gian Franco Saba empfing am 23. Oktober 1993 das Sakrament der Priesterweihe für das Bistum Tempio-Ampurias.
Am 27. Juni 2017 ernannte ihn Papst Franziskus zum Erzbischof von Sassari. Die Bischofsweihe spendete ihm der Bischof von Tempio-Ampurias, Sebastiano Sanguinetti, am 13. September 2017 in Olbia; Mitkonsekratoren waren der emeritierte Erzbischof von Sassari Paolo Mario Virgilio Atzei OFMConv, sowie Arrigo Miglio, Erzbischof von Cagliari.
Am 10. April 2025 ernannte ihn Papst Franziskus zum Militärerzbischof von Italien.